# Olle Holmquist
Bert Olav (Olle) Holmquist, född 14 november 1936 i Skellefteå, död 26 mars 2020 i Gustav Vasa distrikt i Stockholm, var en svensk musiker och trombonist.

## Biografi
På 1940-talet började Holmquist spela bastuba i Frälsningsarméns blåsorkester i Skelleftehamn. Han spelade snart även trombon, vilket blev hans huvudinstrument. Efter militärtjänst på musikplutonen vid I 20 i Umeå flyttade han i slutet av 1950-talet till Stockholm.
Under 1960-talet arbetade Holmquist bland annat med Radiobandet och Toots Thielemans, egna gruppen Beatmakers och ett antal uppsättningar tillsammans med Putte Wickman (klarinett), Arne Domnérus (saxofon), Bengt-Arne Wallin (trumpet) och Åke Persson (trombon). Han ingick också i Quincy Jones band, och inledde även ett mångårigt samarbete med Abba-medlemmarna Björn Ulvaeus och Benny Andersson.
1971 tackade Holmquist ja till ett anbud från det stora schweiziska radiobandet i Zürich. 1976 flyttade han till Västberlin, där han ingick i RIAS radioorkester, innan han efter några år i Norddeutscher Rundfunks orkester i Hamburg återflyttade till Sverige 1981.
Holmquist blev 1978 fast medlem i James Last Orchestra, där han spelade med musiker som Derek Watkins (trumpet), Chuck Findley (trumpet), Big Jim Sullivan (gitarr) och Jamie Talbot (saxofon). Under nästan 40 år med James Last Orchestra deltog Holmquist i turnéer över hela världen och närmare 200 skivinspelningar. Genom åren har Holmquist även gjort konserter och studioinspelningar med internationella artister som Frank Sinatra, Sammy Davis, Jr., Quincy Jones, The Manhattan Transfer och Jerry Lewis.
I Sverige spelade Holmquist med artister som Alice Babs, Monica Zetterlund, Povel Ramel, Lill Lindfors, Ted Gärdestad, Janne Schaffer, Björn Skifs, Tommy Körberg, Lill-Babs, Svante Thuresson, Pugh Rogefeldt, Jerry Williams, Janne ”Loffe” Carlsson, Nils Landgren, Lisa Nilsson, Viktoria Tolstoy, Lisa Ekdahl, Staffan Hellstrand, Orup och Måns Zelmerlöw och många, många fler. Han medverkade under många år i Melodifestivalens orkester under Anders Berglunds ledning. Han var också ständig medlem under många år i Anders Ekdals orkester tillsammans med Lill Lindfors där han hade en framträdande roll. Olle Holmquist har även spelat i musikaler som Chess, Les Misérables och "I hetaste laget". På senare år ingick han i Allsång på Skansens orkester och i företagsevenemanget "Stjärnklart".
En av de sista studioinspelningarna Holmquist medverkade på var Jill Johnsons album Songs for Daddy (2014) i Anders Berglunds storband. 
Holmquist var först gift med Anna Sundqvist och sedan till sin död med Ann Ekholm. Han avled 2020 i sviterna av Alzheimers sjukdom och coronaviruset covid-19. Olle Holmquist är gravsatt i minneslunden på Kungsholms kyrkogård i Stockholm.